# Ґалсвінта
Ґалсвінта (540–568) була королевою-консортом Нейстрії. Вона була дочкою Атанагільда, вестготського короля Іспанії (Піренейського півострова, що включає сучасну Іспанію та Португалію), і Гойсвінти. Ґалсвінта була сестрою Брунгільди Австразійської — королеви-консорта Австразії — і дружиною Хільперіка I, меровінзького короля Нейстрії. Ймовірно, Ґалсвінта була вбита за наполяганням колишньої наложниці Хільперіка Фредеґунди (у майбутньому дружини), що спровокувало 40-річну громадянську війну в королівстві Меровінгів.

## Історія
Король Хільперік I (561–584) з династії Меровінгів правив Нейстрією, яка, попри меншу загальну територію, ніж та, якою керував його брат король Сігеберт, була багатшою завдяки містам Париж, Тур і Руан. Хільперік домагався руки Ґалсвінти після того, як його брат, король Сіґеберт, одружився з дворянкою Брунгільдою (сестрою Ґалсвінти), порушивши традицію Меровінгів шукати руки жінки з низьким походженням. Ґалсвінта — донька вестготського короля Атанагільда — спочатку була проти заручин з королем північних франків, як і її батько, оскільки вестготи вважали франків варварами.
На превелике розчарування матері, Ґалсвінта була змушена розлучитися зі своєю родиною за наполяганням батька (Атанагільда), який погодився на шлюб; це, ймовірно, було пов’язано з територіальними пропозиціями, обіцяними Хільперіком. Після того, як шлюб був узгоджений, Ґалсвінта була відправлена — її ескорт дорогою до Хільперіка складався зі знаті та воїнів як з-поміж готів, так і з франків. Перетнувши Піренеї, Ґалсвінта подорожувала через Нарбонн і Каркассон, а потім Пуатьє та Тур, перш ніж дістатися до Руана, місця шлюбу. Помпезність і обставини чекали на неї після прибуття, оскільки Хільперік зробив усе, включно з тим, щоб його армія присягнула їй на вірність на колінах, коли вона виходила з корабля в Руані.
Відразу після одруження — десь між 566 і 567 роками — Хільперік подарував Ґалсвінті міста Лімож, Бордо, Каор, Беарн і Бігор. Згідно з Григорієм Турським, Хільперік нібито любив її «дуже», але це, швидше за все, було пов’язано з її значним приданим. Його колишня наложниця Фредеґунда продовжувала відвідувати спальню короля, всупереч проголошеному Хільперіком зобов’язанню перед Ґалсвінтою та її батьком Атанагільдом щодо того, що він (Хільперік) поважатиме шлюбні кодекси Вестготів — ці статути забороняли наложниць і коханок. Ґалсвінта гірко нарікала на цю зраду. Все ще закоханий у Фредеґунду, Хільперік дозволив маніпулювати собою і вбив свою багату дружину. Ґалсвінту, очевидно, задушили. Історик Патрік Гірі припускає, що Ґалсвінта також могла бути вбита через страх Хільперіка, що вона з приданим піде від нього. Після смерті Ґалсвінти землі, раніше надані Хільперіком, перейшли до її сестри Брунгільди.
Через три дні після вбивства Ґалсвінти Хільперік одружився з Фредеґундою. Передчасна смерть Ґалсвінти викликала ворожнечу з її сестрою Брунгільдою; це також налаштувало брата Хільперіка Сіґеберта (чоловіка Брунгільди) проти нього та Фредеґунди, спричинивши приблизно сорок років конфлікту між франкськими королівствами Австразії та Нейстрії — справжню громадянську війну Меровінгів. Коли Хільперіка було вбито в 584 році, гнів Брунгільди не вгамувався, і конфлікт після вбивства Ґалсвінти тривав до смерті Фредеґунди в 597 році. Крім того, результатом такої антипатії стала ворожнеча, що тривала три покоління, яка фактично «зруйнувала рід Меровінгів» і спричинила смерть десяти королів із його роду.
Ґалсвінта занесена до сучасних генеалогічних схем, що демонструють зв'язки між королівствами вестготів і Візантійською імперією.

## Згадування у віршах
Пізній латинський поет Венанцій Фортунат написав довгу пам’ятну поему (Carmina VI.5) на честь Ґалсвінти. Поема являє собою своєрідний панегірик, який представляє її як святу фігуру, а акти зради та вбивства у володінні Хільперіка — як злочин стосовно самого Бога.

## У масовій культурі
Симфо-метал-гурт Leaves' Eyes також написав пісню зі свого альбому Symphonies of the Night під назвою «Galswintha». 